# Jeff Halper
Jeff Halper, né le 28 novembre 1946 à Hibbing dans le Minnesota, est un anthropologue, conférencier et militant politique américain.

## Biographie
Il est cofondateur et coordinateur du Israeli Committee Against House Démolitions (en. ICAHD, Comité israélien contre la démolition de maisons).
En 1997, Halper cofonda cette organisation pour s'opposer et résister à la politique israélienne de démolition systématique de maisons palestiniennes dans les Territoires occupés et afin d'organiser les israéliens, les palestiniens et les volontaires internationaux pour la reconstruction. Il a créé un nouveau mode d'activité pacifique basée sur la non-violence et la désobéissance civile dans les Territoires occupés.
Halper a été nommé par l'organisation American Friends Service Committee pour le Prix Nobel de la paix 2006 en compagnie de l'intellectuel et militant palestinien Ghassan Andoni, pour son travail afin de "libérer les Palestiniens et les Israéliens du carcan de la violence structurelle" et de "construire l'égalité entre ces peuples en reconnaissant et en célébrant leur humanité commune".
Halper est aussi l'auteur de nombreux ouvrages sur le Conflit israélo-palestinien. Il s'exprime et écrit fréquemment sur la politique israélienne, en se concentrant essentiellement sur des stratégies non-violentes afin de résoudre le conflit qui touche la région.
Il est également membre du comité de parrainage du Tribunal Russell sur la Palestine dont les travaux ont commencé le 4 mars 2009 et les dernières sessions en septembre 2014.